# Satz von Mazaew
Der Satz von Mazaew (englisch Matsaev's theorem) ist ein Satz aus der Funktionentheorie, der die Ordnung und den Typ einer ganzen Funktion charakterisiert.
Der Satz wurde 1960 von Wladimir Igorewitsch Mazaew bewiesen.

## Satz von Mazaew

### Terminologie
Eine ganze Funktion {\displaystyle f(z)} mit {\displaystyle z=re^{i\theta }} ist von endlichem Typ genau dann, wenn ein {\displaystyle \rho } und {\displaystyle R} existieren, so dass
{\displaystyle |f(z)|<\exp(|z|^{\rho })}
wann immer {\displaystyle |z|\geq R}. Das Infimum {\displaystyle \rho } nennt man die Ordnung der Funktion.

### Aussage
Sei {\displaystyle f(z)} mit {\displaystyle z=re^{i\theta }} eine ganze Funktion, so dass sie wie folgt von unten beschränkt ist
{\displaystyle \log(|f(z)|)\geq -C{\frac {r^{\rho }}{|\sin(\theta )|^{s}}},}
wobei für die drei Konstanten
{\displaystyle C>0,\quad \rho >1\quad } und {\displaystyle \quad s\geq 0}
gilt. 
Dann ist {\displaystyle f} von der Ordnung {\displaystyle \rho } und besitzt einen endlichen Typ.